# Picea schrenkiana
Picea schrenkiana (Fisch. & C.A.Mey., 1842) è una specie di peccio appartenente alla famiglia Pinaceae nativo del massiccio montuoso del Tian Shan, in Cina (Xinjiang), Kazakistan, e Kirghizistan (bacino del Naryn).

## Etimologia
Il nome generico Picea, utilizzato già dai latini, potrebbe, secondo un'interpretazione etimologica, derivare da Pix picis = pece, in riferimento all'abbondante produzione di resina. Il nome specifico schrenkiana fu assegnato in onore del naturalista tedesco Alexander Gustav von Schrenk.

## Descrizione

### Portamento
Albero alto 40-50 metri con tronco monopodiale diritto di diametro fino a 2 metri; i rami del primo ordine sono corti, numerosi, discendenti. I rami del secondo ordine anch'essi corti e numerosi, normalmente sviluppati orizzontalmente. La chioma è strettamente conica o colonnare, fitta, con rami che arrivano a terra nella maggior parte degli esemplari. I virgulti sono corti, rigidi, di colore giallastro pallido o giallastro-grigio, prominentemente scanalati, variamente pubescenti o glabri; i pulvini sono assurgenti, lunghi 1,5–2 mm .

### Foglie
Le foglie sono aghiformi, lineari, ricurve e disposte a raggio, con sezione trasversale rombica, di colore verde con due bande stomatiche biancastre, lunghe 2–3 cm e con punte pungenti; hanno stomi su tutte e quattro le facce, disposti su due-quattro linee. Le gemme vegetative sono coniche, larghe, acute, talvolta ovoidali, lunghe 5–10 mm, non resinose; hanno perule triangolari, di colore marrone-giallastro lucido, persistenti per anni.

### Fiori
Sono strobili maschili rosso-giallastri, ascellari, lunghi 1,5-2,5 cm.

### Frutti
I coni femminili sono terminali, cilindrici-oblunghi, inizialmente eretti, poi pendenti a maturazione, lunghi 8–10 cm e larghi 2,5-3,5 cm, da immaturi purpurei o verdastri, poi neri-purpurei o bruni, con apice ottuso-troncato e base obliqua; sono sessili o con corti peduncoli. I macrosporofilli sono obovati, larghi, aperti a 90 gradi, lunghi 1,3-1,8 cm, con superficie abassiale striata o rugosa, glabra, con margine superiore arrotondato o troncato, lievemente ricurvo, intero o eroso. Le brattee sono rudimentali, ligulate, lunghe 2–3 mm, totalmente incluse. I semi, di color marrone scuro con punti biancastri, sono ovoidali, con punte acute, lunghi 4,5 mm, e con parte alata ovata, lunga 8–10 mm, arancione-marrone.

### Corteccia
La corteccia è a squame, con piccole placche, di colore grigio-nerastro, con parte interna arancione.

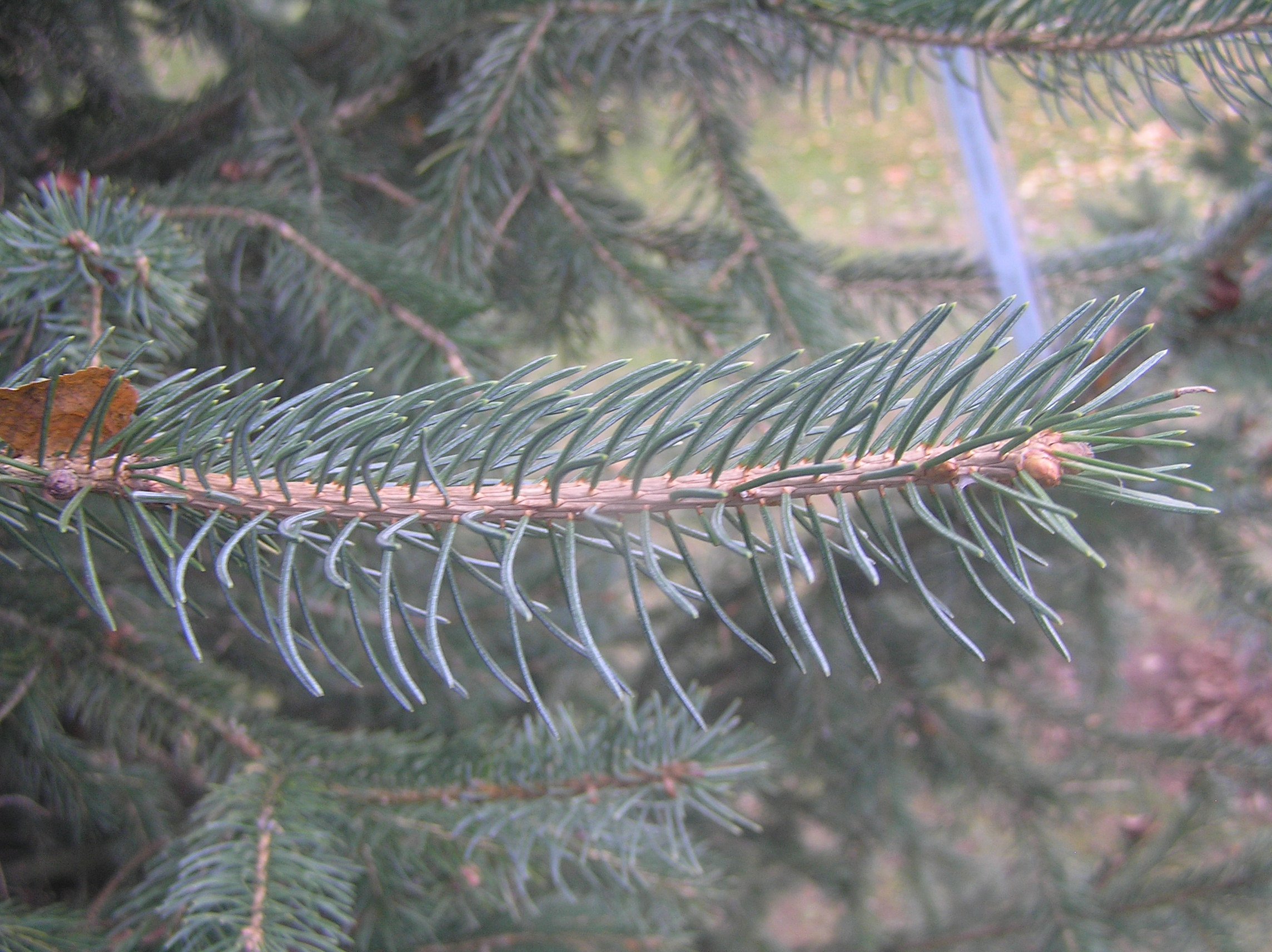
Aghi
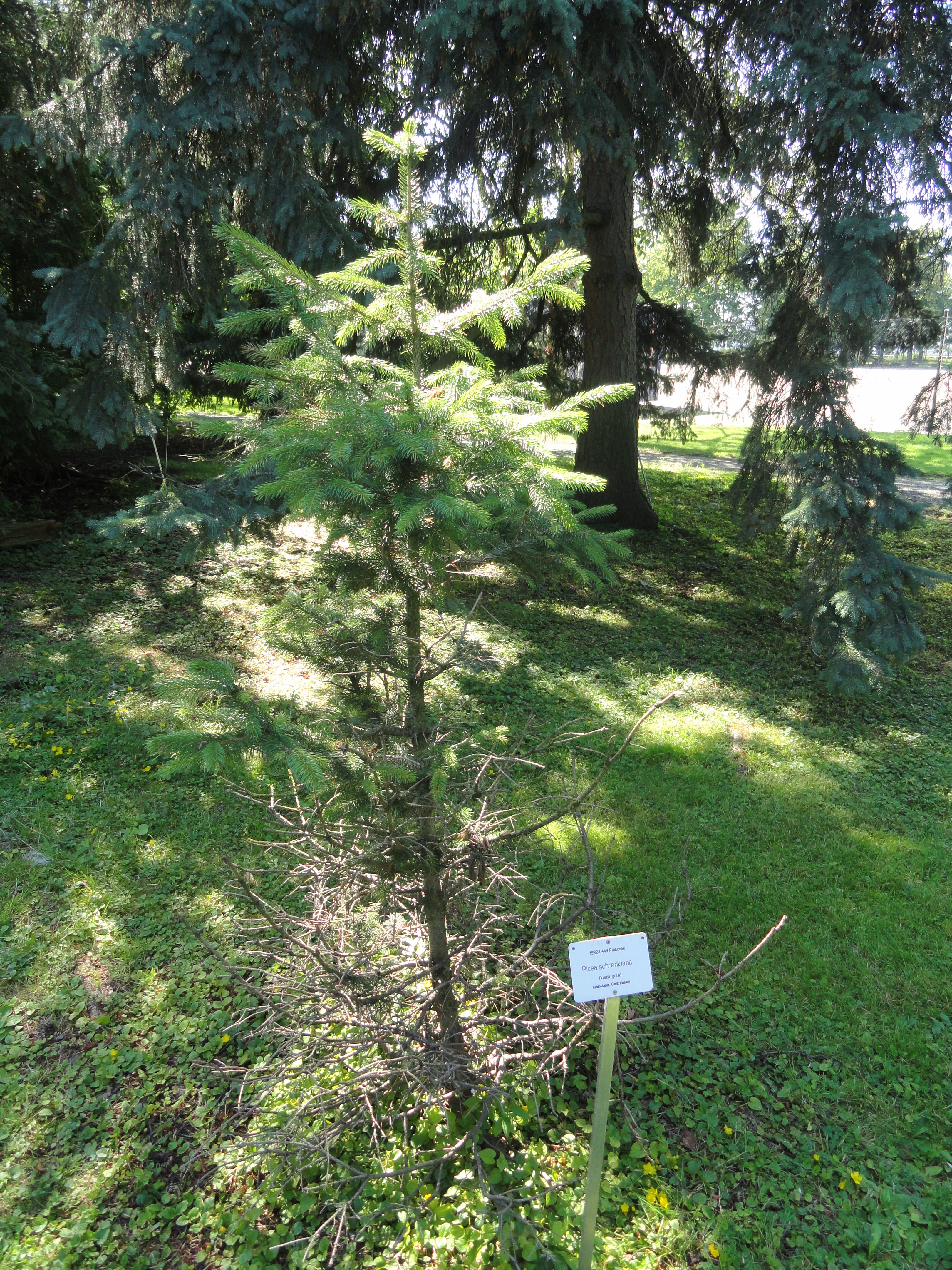
Giovane esemplare coltivato
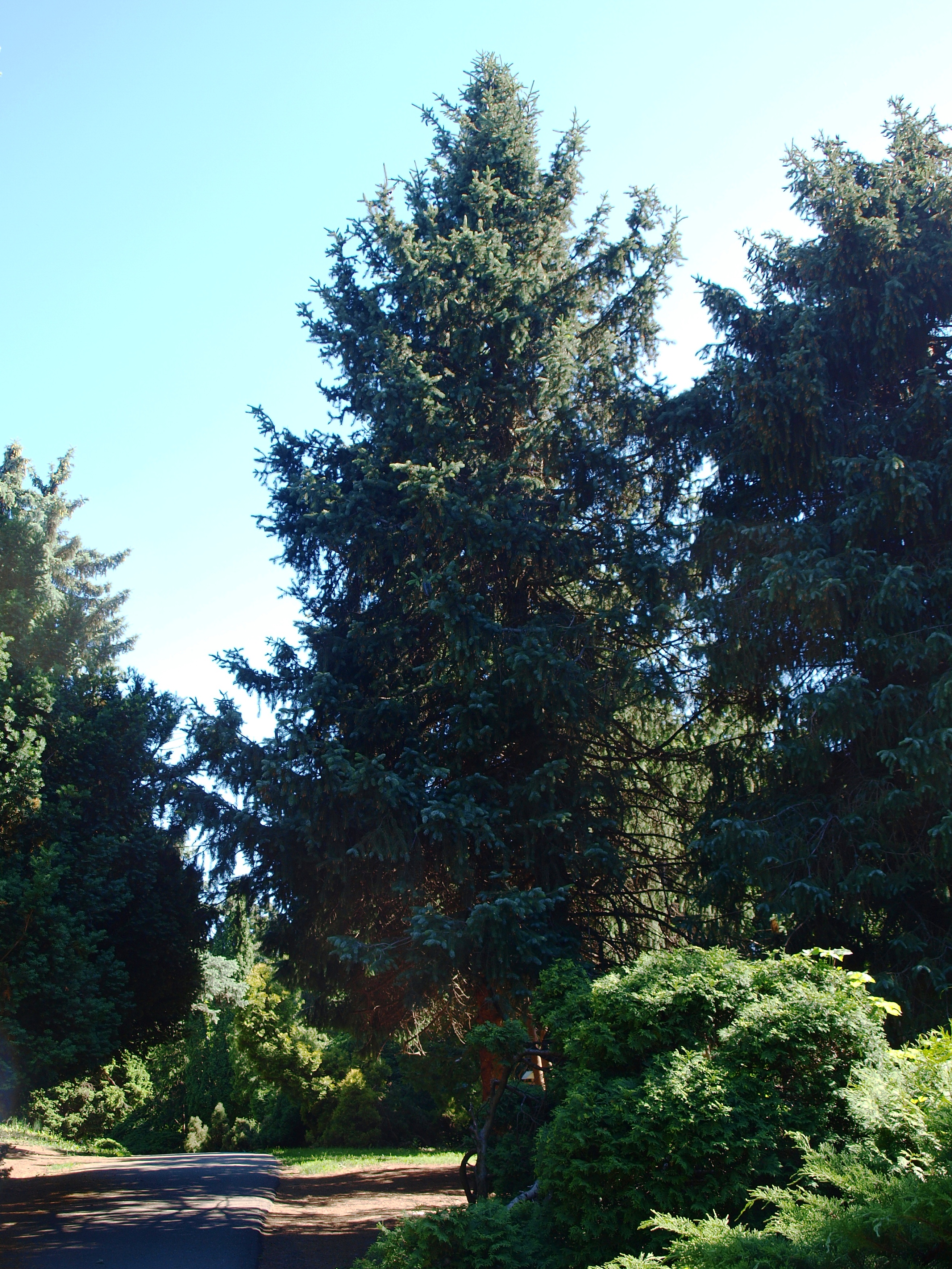
Esemplare adulto
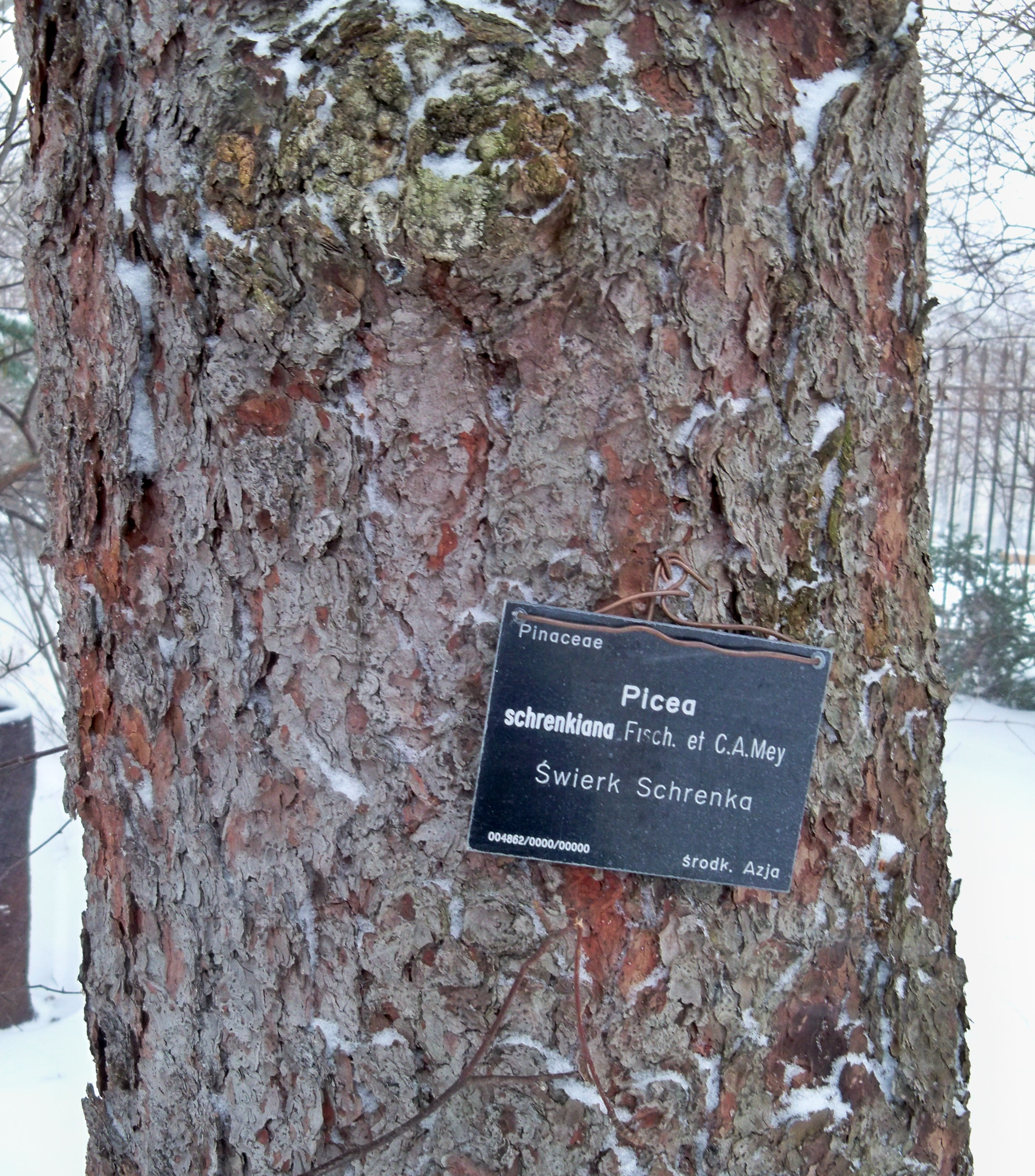
Corteccia
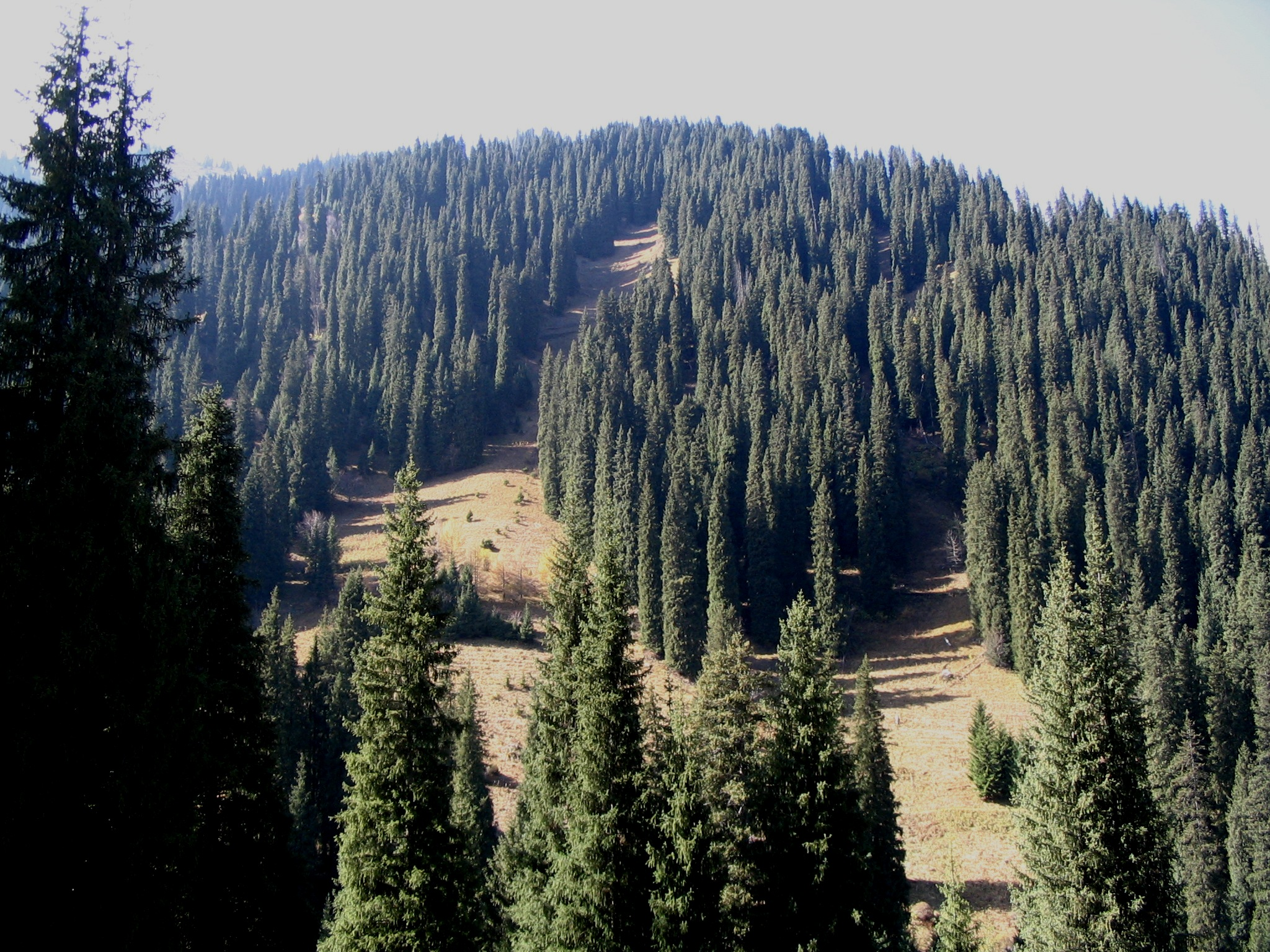
Foresta
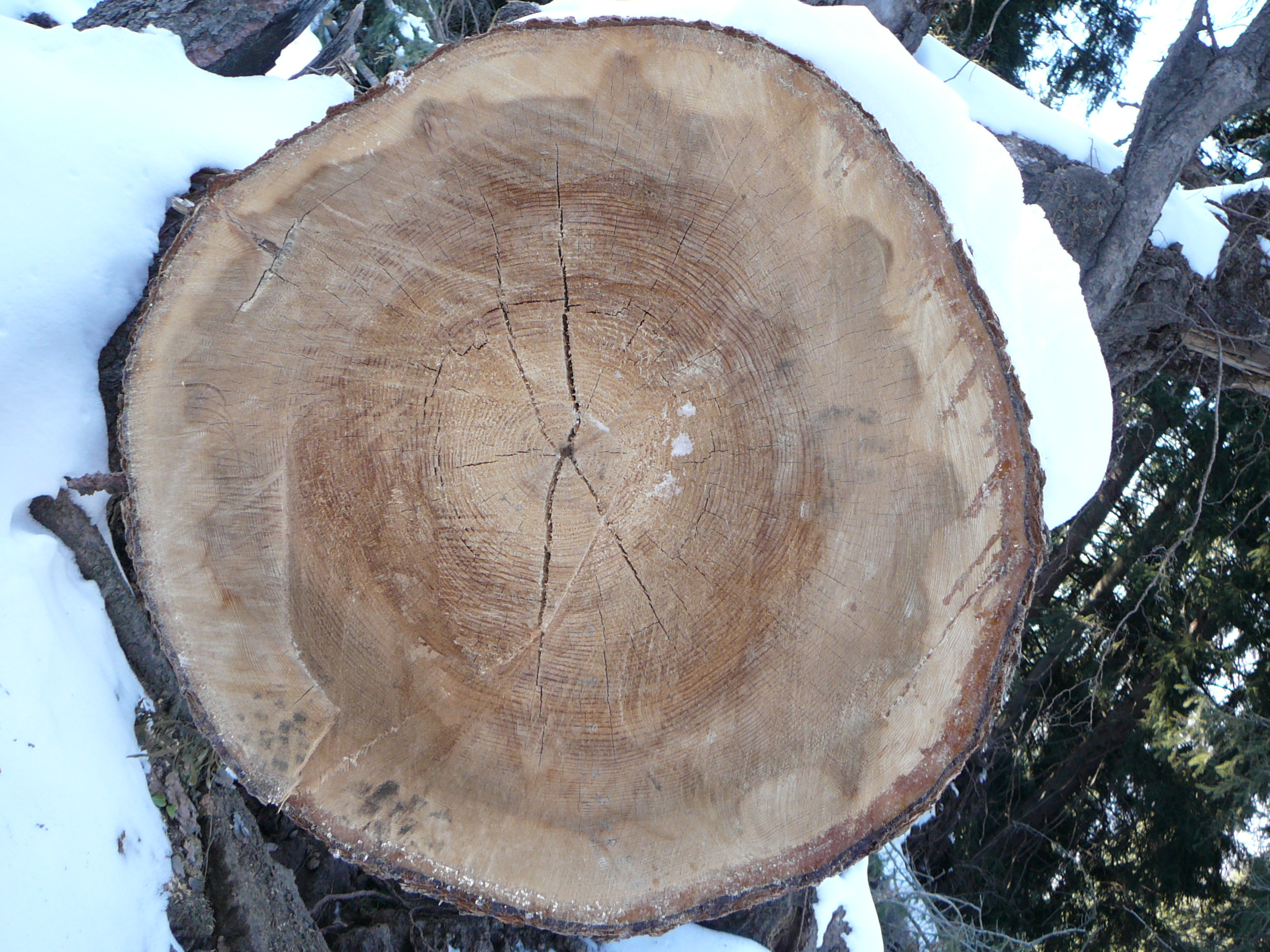
Sezione del tronco

## Distribuzione e habitat
Vegeta a quote montane comprese tra i 1300 e i 3600 m, prevalentemente nei versanti settentrionali in freschi canaloni; il clima di riferimento è di tipo freddo continentale. Può crescere su suoli montani di natura diversa, ma generalmente in zone rocciose ricche di infiltrazioni di acque provenienti dallo scioglimento della neve (alle quote più elevate con nevi perenni). Normalmente forma foreste pure ma talvolta miste con Abies sibirica alle quote superiori e con specie dei generi Ulmus e Populus a quelle inferiori. Juniperus pseudosabina normalmente vegeta esternamente alle peccete, ma talvolta forma tappeti arbustivi all'interno delle stesse.

## Tassonomia
È accettata la seguente sottospecie:
- Picea schrenkiana subsp. tianschanica (Rupr.) Bykov

### Sinonimi
Sono riportati quattro sinonimi:
- Abies schrenkiana (Fisch. & C.A.Mey.) Lindl. & Gordon
- Picea robertii Vipper
- Picea schrenkiana f. robertii (Vipper) Roldugin
- Pinus schrenkiana (Fisch. & C.A.Mey.) Antoine

## Usi
Il peccio di Schrenk fornisce un legno di buona qualità di grande volume e quantità, ma il suo commercio è stato fortemente limitato a causa della lontananza delle zone di crescita da porti e centri industriali. Pur essendo un albero dal portamento magnifico, viene assai raramente coltivato fuori dalla Russia e non così assiduamente anche in quest'ultima. Esistono cultivar più compatte diffuse in Europa centrale e orientale.

## Conservazione
Il peccio di Schrenk vegeta numeroso in foreste pure ubicate in un vasto areale non frammentato e largamente ecologicamente integro; per questo motivo viene classificata come specie a rischio minimo nella Lista rossa IUCN.